# Kanshizeia
Kanshizeia is een geslacht van vlinders van de familie venstervlekjes (Thyrididae).

## Soorten
- K. camadenalis Strand, 1920
- K. carcealis (Whalley, 1971)
- K. milloti (Viette, 1954)
- K. minima (Whalley, 1971)
- K. obscuralis (Hampson, 1893)
- K. verticalis (Warren, 1899)